# Hans Helmut Moser
Hans Helmut Moser (* 3. September 1948 in Bruck an der Mur) ist ein österreichischer Offizier und ehemaliger Politiker (FPÖ, LIF).

## Leben
Hans Helmut Moser besuchte die Volksschule in Bruck an der Mur in den Jahren 1954–1958, maturierte im Jahre 1966. 

## Militärische Laufbahn

### Ausbildung und erste Verwendungen
Er absolvierte von 1967 bis 1970 eine Offiziersausbildung an der Theresianischen Militärakademie in Wiener Neustadt und musterte dort als Leutnant aus. Anschließend erfolgte eine Verwendung bei der 3. Panzergrenadierbrigade.  Von 1975 bis 1978 absolvierte er den 8. Generalstabslehrgang an der Landesverteidigungsakademie in Wien.

### Dienst als Stabsoffizier
1981 war er Kommandant des Panzergrenadierbataillons 35 und von 1985 bis 1990 Kommandant der 9. Panzergrenadierbrigade.

### Auslandseinsätze
- 1974 bis 1975 im Rahmen der UNFICYP  auf Zypern[1]

## Weitere Karriere
Moser war Stadtrat von Traiskirchen von 1990 bis 1994. Von 1989 bis 1999 war er Abgeordneter zum Österreichischen Nationalrat. Im Jahre 1993 wurde er Gründungsmitglied des Liberalen Forums. Er wurde ebenfalls Mitglied des Liberalen Forums Niederösterreich und wurde 1993 Landessprecher desselben. Diese Position hatte er bis 1995 inne.
Anschließend setzte Moser seine Karriere beim Bundesheer fort und war als Verteidigungsattaché in verschiedenen europäischen Ländern eingesetzt und zuletzt Leiter der Kontrollabteilung A in der Generalstabsdirektion des Bundesheeres.
2005 kamen Gerüchte auf, nach denen Moser für Waffengeschäfte in Ruanda verantwortlich zeichnete, die zum angegebenen Zeitpunkt ungesetzlich waren. Die Staatsanwaltschaft hat das Verfahren wegen Verjährung eingestellt.

## Auszeichnungen
- 1999: Großes Goldenes Ehrenzeichen für Verdienste um die Republik Österreich[5]